# Biblioteca Nacional de Angola
La Biblioteca Nacional de Angola (en portugués: Biblioteca Nacional de Angola) es la biblioteca nacional de Angola. La biblioteca está situada en la capital del país, Luanda y fue fundada en 1969, durante la época colonial portuguesa. Su colección inicial incluía documentos que provenían de diversas instituciones científicas, docentes y culturales como el Museo de Historia Natural de Angola y la Biblioteca Central de Educación.

## Historia

### SigloXX
En 1977, en plena guerra civil angoleña, se aprobó su estatuto legal y sus atribuciones.

### SigloXXI
En 2002, se estimaba que la biblioteca tenía una colección de alrededor de 84.000 volúmenes. Un decreto de 2011, definió la Biblioteca como persona jurídica, con autonomía financiera, administrativa y patrimonial, con los fines de promover el crecimiento del acervo bibliográfico nacional, asegurar el depósito legal de las publicaciones y realizar acciones de promoción de la lectura entre el público. En 2018 la biblioteca reportaba una colección de 100.000 volúmenes.

## Colección y usuarios
La biblioteca tiene una colección de unos 100.000 volúmenes y tiene una capacidad física para 200 visitantes a la vez. En 2018 la biblioteca fue visitada por unos 70 mil usuarios, un aumento del 65% con respecto a 2013. El libro más antiguo de la colección es una copia del Diario del Gobierno que data de 1872.